# Вожбал
Во́жбал (Вожбол, Вожболом; в верховье — Вожбалец) — река в Вологодской области России. Левая составляющая реки Царева.
Протекает по территории Тотемского района. Исток реки на южных склонах Харовской гряды в 9 км к западу от посёлка Крутая Осыпь. Слиянием с рекой Тафтой у посёлка Красный Бор образует реку Цареву в 46 км от её устья, являясь левой составляющей. Длина реки — 76 км.
Вдоль среднего течения реки расположены населённые пункты Вожбальского сельского поселения, в том числе крупный посёлок Крутая Осыпь и административный центр поселения — деревня Кудринская.

## Данные водного реестра
По данным государственного водного реестра России относится к Двинско-Печорскому бассейновому округу, водохозяйственный участок реки — Северная Двина от начала реки до впадения реки Вычегда, без рек Юг и Сухона (от истока до Кубенского гидроузла), речной подбассейн реки — Сухона. Речной бассейн реки — Северная Двина.
Код объекта в государственном водном реестре — 03020100312103000008015.

### Притоки
(расстояние от устья)
- 1 км — река Тавтиш (лв)
- 5 км — река Кузнечиха (пр)
- 8 км — река Нореньга (пр)
- река Засечка (лв)
- 28 км — река Вождуга (лв)
- 47 км — река Нюшма (лв)
- 48 км — река Крутой Сивеж (пр)
- 54 км — река Половинный Сивеж (пр)
- река Чёрная (лв)
- река Матковица (лв)